# António Marques Lésbio

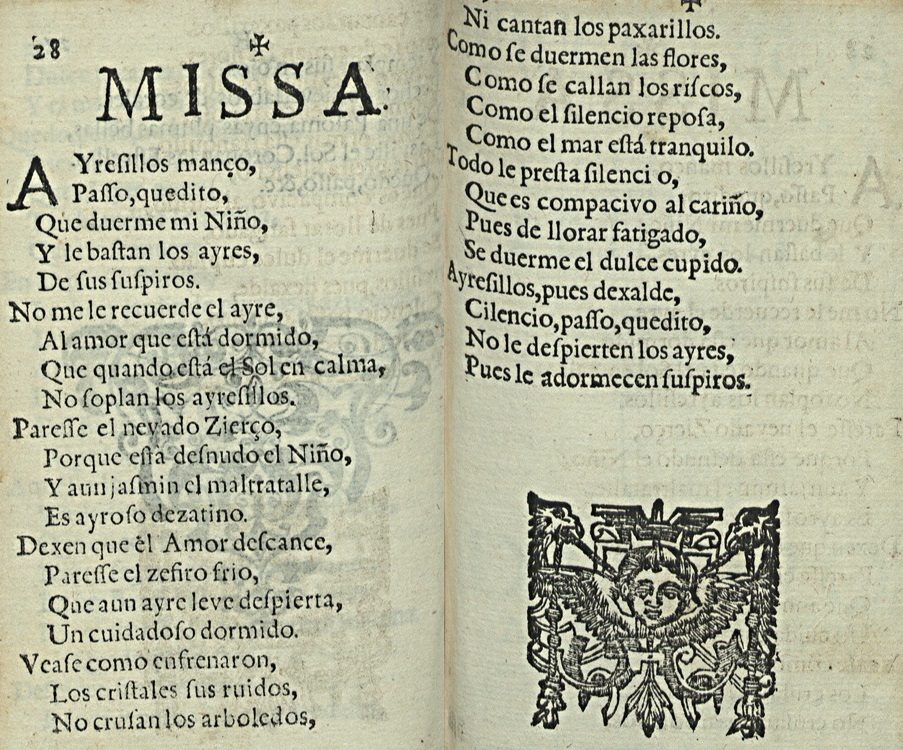
Letra del villancico Airecillos mansos, al que puso música el compositor portugués.

António Marques Lésbio (Lisboa, ca. 1639 - ibid, 21 de noviembre de 1709) fue un compositor portugués del periodo barroco, especialmente famoso por sus villancicos.
Desarrolló su carrera en la ciudad de Lisboa, donde tuvo importantes cargos en la Corte. Fue maestro de la Capilla Real desde 1698 hasta su muerte. Fue muy prestigioso tanto como compositor como por su habilidad para tocar distintos instrumentos.
Autor de numerosas composiciones instrumentales y para voz, gran parte de su obra se perdió en el terremoto de Lisboa de 1755.